# Суворов, Александр Васильевич (священник)
Александр Васильевич Суворов (1858, село Устье, Козловский уезд, Тамбовская губерния — 23 июня 1931, Липецк) — протоиерей Православной российской церкви, настоятель собора Рождества Христова в Липецке (1911—1931).

## Биография
Родился в семье священника. Окончил Тамбовскую духовную семинарию (1881).
Псаломщик в храме Троицы Живоначальной Тамбова (1881), преподаватель во 2-м Тамбовском духовном училище (1882).
Жена — Варвара Васильевна.
Иерей в храме Покрова Пресвятой Богородицы села Земетчино Моршанского уезда Тамбовской губернии (1886).
Настоятель Казанского храма в селе Ново-Никольское Козловского уезда (1887), окружной наблюдатель церковно-приходских школ (1888).
Ключарь (1890—1904) и настоятель (1911—1931) собора Рождества Христова в Липецке, заведующий церковно-приходской школой при нём (1890).
Липецкий (1896), затем тамбовский (1904) уездный наблюдатель церковно-приходских школ. Председатель (1899—1904) и член (1911) Липецкого отделения Тамбовского епархиального училищного совета.
Настоятель Богородичного (Архидиакано-Стефановского) храма в Тамбове (1904—1911), протоиерей (1911), делегат епархиального съезда и Всероссийского съезда духовенства и мирян, член Тамбовской духовной консистории (1917).
В 1917—1918 годах член Поместного Собора Православной Российской Церкви по избранию как клирик от Тамбовской епархии, участвовал во всех трёх сессиях, член I, II, III, VIII отделов.
С 1922 года противостоял обновленчеству, неоднократно был арестован, в частности, в 1925 году — «за идейную агитацию против революции, за воспитание толпы в этом направлении».
Похоронен на Евдокиевском кладбище Липецка.

## Награды
Набедренник (1890), скуфья (1894), камилавка (1900), наперсный крест (1904), орденами Святой Анны 3-й (1911) и 2-й (1915) степени, Святого Владимира 4-й степени (1916).

## Сочинения
Доклад о церковном управлении // Тамбовские епархиальные ведомости. 1917. № 25.